# Đại học Burapha
Burapha University (tiếng Thái: มหาวิทยาลัยบูรพา) là một trường đại học tại thị xã Bangsaen, tỉnh Chonburi của Thái Lan. Đây là một thành viên của Hệ thống Đại học ASEAN. Trường có diện tích 1 km², 12.000 sinh viên (năm 2000) và 500 giảng viên, 300 công nhân viên. Trường có hơn 50 chương trình đào tạo, trong đó có 30 chương trình cao học, một chương trình Ed. D, và 3 chương trình Ph. D.